# Spirogyra punctata
Spirogyra punctata là một loài Song tinh tảo trong họ Zygnemataceae, thuộc chi Spirogyra.